# Bataille de Dandanakan
Le 22 mai 1040, lors de la bataille de Dandanakan à environ 50 km au sud-ouest de Mary soit 80 km du site des ruines de Merv (Turkménistan actuel), les Ghaznévides sont vaincus par les Seldjoukides. Le vainqueur, le prince Toghrul-Beg, occupe le Khorassan tandis que Masûd de Ghaznî est rejeté en Afghanistan et en Inde.